# Sảng Mộc
 Sảng Mộc là một xã nằm ở phía đông của tỉnh Thái Nguyên, Việt Nam.

## Địa lý
Xã Sảng Mộc có vị trí địa lý:
- Phía đông giáp xã Nghinh Tường
- Phía tây giáp xã Yên Bình và xã Thần Sa
- Phía nam giáp xã Thần Sa
- Phía bắc giáp xã Yên Bình và xã Xuân Dương

Xã Sảng Mộc có diện tích 96,79 km², dân số năm 2025 là 3.286 người. Sông Nghinh Tường cùng các con suối phụ lưu của nó chảy qua địa bàn xã Sảng Mộc.

## Lịch sử
Năm 1949, thôn Sảng Mộc của xã Yên Hân, huyện Bạch Thông của tỉnh Bắc Kạn được sáp nhập vào xã Nghinh Tường, huyện Võ Nhai của tỉnh Thái Nguyên.
Tháng 6 năm 2025, xã Sảng Mộc không thực hiện sáp nhập với lý do là xã vùng cao, có vị trí tương đối biệt lập và khó khăn trong tổ chức kết nối giao thông với các đơn vị liền kề; toàn bộ phía Bắc của xã Sảng Mộc giáp tỉnh Bắc Kạn cũ, các phía còn lại khó kết nối với các xã khác do có các dãy núi đá cao, có địa hình hiểm trở, chia cắt; trên địa bàn xã chỉ có một trục đường huyện H05 đi qua. Mặt khác, địa bàn xã có tỷ lệ người dân tộc thiểu số cao, chiếm 87,46% tổng dân số trên địa bàn, trong đó có đông người H'mông với đời sống văn hóa và tín ngưỡng có bản sắc riêng biệt. Việc giữ nguyên xã này giúp bảo tồn trọn vẹn không gian văn hóa - xã hội đặc thù của người H'mông , phù hợp với thực tiễn địa hình xã vùng cao và nguyện vọng của người dân.

## Hành chính
Đến năm 2009, xã Sảng Mộc được chia thành 10 xóm: Bản Chương, Nà Ca, Phú Cốc, Khuổi Mèo, Bản Chấu, Nà Lay, Khuổi Chạo, Tân Lập, Khuổi Uốn, Nghinh Tác. Năm 2021, sáp nhập hai xóm Bản Chương và Khuổi Uốn thành xón Bản Chương, sáp nhập hai xóm Nà Ca và Phú Cốc thành xóm Nà Ca.